# ナワシログミ
ナワシログミ（苗代茱萸、学名: Elaeagnus pungens）とはグミ科グミ属の常緑低木。海岸近くや林縁に生える。別名タワラグミ、トキワグミ。 
盆栽としてはカングミの名で呼ばれることが多い。

## 名称
和名「ナワシログミ」は、稲の苗代（4 - 5月ごろ）を作るころに果実が熟すグミでことから名付けられている。中国名は「胡頹子」。

## 分布
日本の本州中南部（関東地方、伊豆半島以西）、四国、九州、および中国中南部に分布する。暖地に多く、海岸近くの山野や林縁に生える。

## 特徴
常緑広葉樹の低木で、高さは2.5メートル (m) ほどになる。茎は立ち上がるが、先端の枝は垂れ下がり、他の木にひっかかってつる植物めいた姿になる。樹皮は灰褐色で皮目や縦筋があり、太いものは縦に裂ける。枝は褐色である。枝や葉の腋にはトゲがあり、若い枝は褐色の鱗状毛で覆われている。このトゲは枝の変異である。
葉は互生し、葉身は長さ5 - 8センチメートル (cm) の楕円形で、質は厚くて硬い。葉縁は全縁で多少波打つ。新しい葉の表面には一面に星状毛（鱗状毛）が生えているため、白っぽい艶消しに見えるが、成熟するとこれが無くなり、ツヤツヤした深緑になる。裏面には褐色から銀色の鱗片が多い。
開花期は秋（10 - 11月）。葉腋に数個の花をつけ、萼筒は淡褐色で長さ6 - 7ミリメートル (mm) 。果期は翌年の5 - 6月ごろ。果実は長さ15 mmほどの長楕円形をしている。
冬芽は裸芽で、幼い葉が複数集まり、褐色の鱗状毛に覆われている。側芽は互生する。葉痕は半円形で、維管束痕が1個つく。

## 利用
公園木、海岸の砂防用、庭木として植栽されている。果実（正確には偽果）は春に赤っぽく熟し食べられる。
葉にはウルソ酸（ursolic acid）オレアノリン酸（oleanolic acid）、クマタケニン（kumatakenin）、ルペオール（lupeol）、β-シトステロール（β-Sitosterol）、3,7-ジメチルカエンフェロール（3,7-Dimethyl kaempferol）などの成分が含まれる。中国では生薬として「胡頽子」（こたいし）の名で『本草綱目』、『本草経集註』などに記載がある。『本草綱目』は葉の性質を「酸、平、無毒」とし、咳、喘息、喀血、出血、癰疽に効用があるとする。

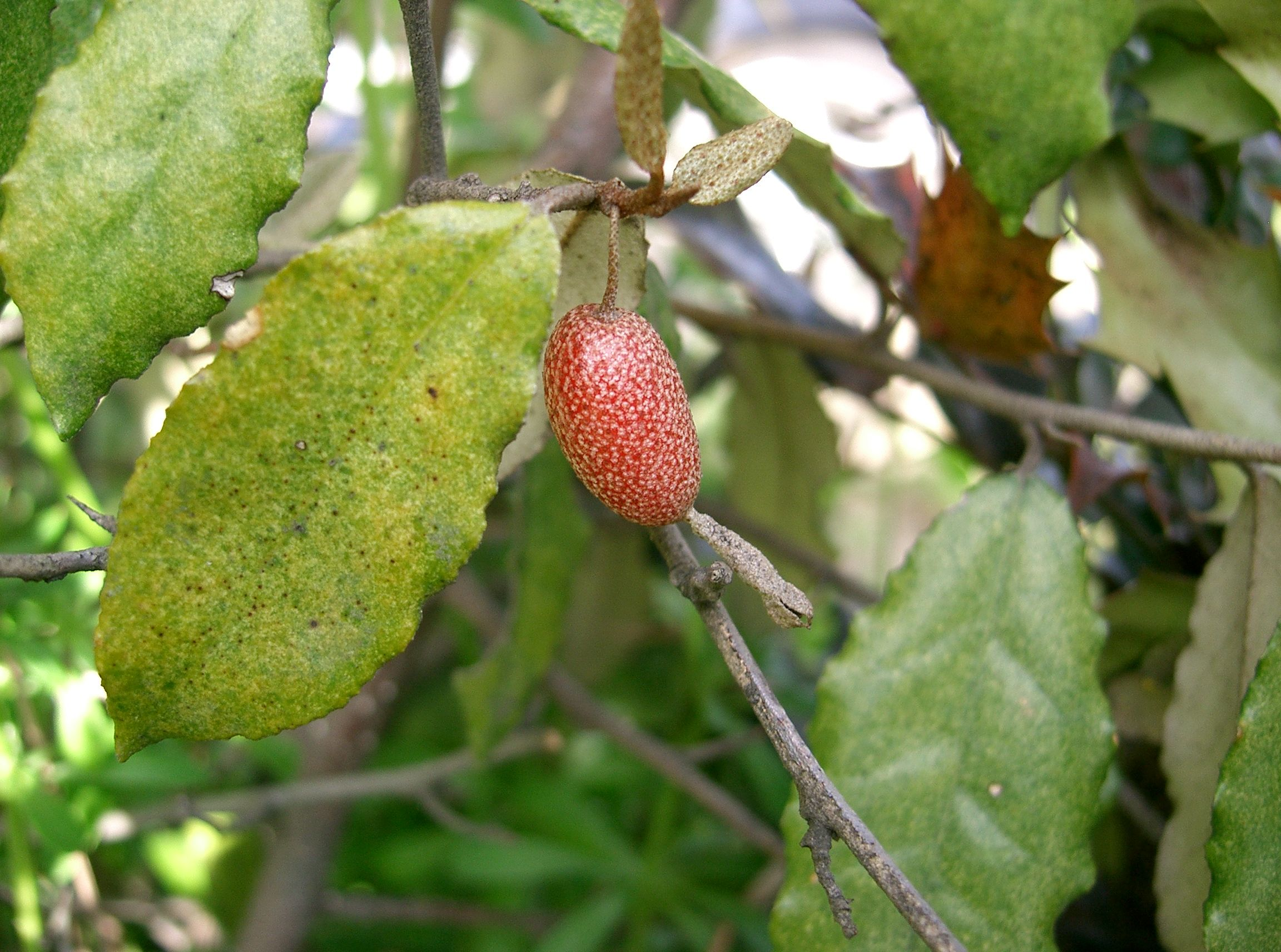
偽果